# Call of Duty: Finest Hour
Call of Duty: Finest Hour este un joc video FPS creat de Spark Unlimited și publicat de Activision pentru Nintendo GameCube, Playstation 2 și Xbox. A fost lansat în 2004.
O versiune pentru PC nu a fost lansată.
1. 1 2 3  redump.org
2. ↑  Games (în engleză), accesat în 4 martie 2025